# Затмение (телесериал)
Затмение (тайск. คาธ; англ. The Eclipse: The Series) — тайский телесериал, вышедший в эфир 12 августа 2022 года. Сериал с Канапханом Пуйтракулом (Фёрст) и Танаватом Раттанакитпайтаном (Кхаотанг) в главных ролях снят по одноименному роману «Затмение» автора Прапта.
Режиссёром сериала является Танварин Сукхаписит, а продюсировали его GMMTV совместно с All This Entertainment. «Затмение» является одним из 22 проектов 2022 года, представленных GMMTV на мероприятии «GMMTV 2022 Borderless» 1 декабря 2021 года. Начиная с 12 августа 2022 года сериал транслировался каждую пятницу в 20:30 (тайское время) на канале GMM 25. Сериал закончился 28 октября 2022 года.

## Сюжет
Суппало — одна из самых известных и престижных школ для юношей в стране, а также место со множеством строгих правил. У школы есть своя тайна: мистические слухи о проклятии, которое наказывает учеников, не следующих школьным правилам, которое становится сильнее по мере приближения солнечного затмения.
Когда есть правила, всегда найдутся те, кто не захочет им следовать. Группа учеников, называющих себя «Мир помнит», объединяется, чтобы бросить вызов авторитету школы и потребовать соблюдения своих прав. Президенту студенческого совета, главе старост, идеальному до кончиков пальцев Акку (Канапхан Пуйтракул) и его соратникам поручено разобраться с группой бунтарей. Затем прибывает таинственный новый ученик Аян (Танават Раттанакитпайтан), поступивший в Суппало в надежде найти человека, который подтолкнул его дядю Дику к самоубийству. Его единственное доказательство, ведущее в школу Суппало, находится в старой тетради Дику. Акк с подозрением относится к новенькому, парню с таким странным поведением, который регулярно бросает вызов школьным нормам, пытаясь постоянно обвинять Аяна в причастии к протестам. Аян решает, что единственный метод справиться с пристальным вниманием старосты — играть с ним.
Новенький ученик и глава старост по умолчанию становятся соперниками, но вскоре, проведя много времени вместе, Акк начинает чувствовать чувства к проблемному ученику. Он начинает отрицать себя и пытается решить свою проблему, считая свои чувства неправильными.
Позже, объединившись, Акк и Аян вместе решаются встать против сил зла и остановить проклятие школы, чтобы восстановить справедливость и право жить так, как велит сердце.

## Актёры и роли

### Главные роли
- Канапхан Пуйтракул (Фёрст) в роли Акка
- Танават Раттанакитпайтан (Кхаотан) в роли Аяна

### Второстепенные роли
- Трай Нимтават (Нео) в роли Кхана
- Танавин Тирапхосукарн (Луис) в роли Тху
- Чаяпол Джутамас (Эйджей) в роли Вата
- Павин Кулканьявич в роли Намо
- Пхатчаторн Тханават в роли учителя Сани
- Вачаракиат Бунпхакди (Яй) в роли учителя Чадока
- Интхира Чароенпура в роли учителя Уари
- Чавитпонг Пусомджитсакул в роли Чамнана
- Висарут Сувиниджит в роли Чамнон
- Наттанон Печкаев в роли Чамняна

### Приглашённые исполнители
- Рон Паттрапол в роли Дику

## Саундтрек к сериалу
| Название песни       | Исполнитель               | Источник |
| -------------------- | ------------------------- | -------- |
| คลาด (OVER THE MOON) | Thanawat Rattanakitpaisan | [ 3 ]    |